# Lada Kalina
Der Lada Kalina ist ein vom russischen Autohersteller AwtoWAS am 18. November 2004 vorgestellter Kleinwagen mit Frontantrieb, der seit 2005 produziert wird. Er konkurriert unter anderem mit dem Dacia Logan.
Der Kalina wird in drei Motor- (1,6 Liter 8V/16V sowie 1,4 Liter 16V) und Karosserievarianten ausgeliefert: WAS-1117 (Kombi), WAS-1118 (Stufenheck) und WAS-1119 (Fließheck).
Ab Mai 2013 wurde das Facelift-Modell Lada Kalina 2 produziert.

## Geschichte

### Erste Generation
Schon im Jahr 1993 begann AwtoWAS die Planung eines neuen Kleinwagens. Der Name Kalina tauchte erstmals 1998 auf, die ersten Prototypen 1999. Die offizielle Vorstellung erfolgte jedoch erst am 18. November 2004. Die Produktion wurde im Jahr 2005 begonnen.
Im Juli 2007 wurde der 1,4-Liter-16V-Benzinmotor eingeführt. Bis dahin wurden insgesamt 80.000 Fahrzeuge hergestellt.
Im August 2007 mussten aufgrund eines Fehlers im Lenksystem 6000 Autos zurückgerufen werden. Betroffen waren die Fahrzeuge, die zwischen Dezember 2005 und Januar 2006 gebaut wurden.
Seit dem 26. Dezember 2007 ist mit dem WAS-1117 ein Kombi erhältlich, welcher vor allem durch sein Platzangebot überzeugen soll.
Seit Juli 2008 wird der Kalina Sport zum Verkauf angeboten, ein sportliches Auto, welches auf dem Baumuster des Lada Kalina 1119 basiert und unter anderem ein Sportfahrwerk bietet. Der Einführungspreis betrug in Russland 361.047 Rubel (rund 8600 Euro).
Im März 2009 wurde die Produktion des WAS-1118 Kalina eingestellt.
Ende 2009 kündigte AwtoWAS die Einführung des kompakten Kleinwagens Kalina City an. Der Kalina City, der auf Basis des WAS-1119 gebaut wird und einen um 150 mm verkürzten Radstand aufweist, ist seit Juli 2010 offiziell erhältlich. Er ist serienmäßig mit einem 1,4-Liter-16V-Ottomotor ausgestattet, der 66 kW (90 PS) leistet.
Im Juli 2010 kündigte AwtoWAS zudem an, dass der Kalina künftig einem umfassenden Facelift unterzogen werden soll. Das überarbeitete Modell, das viele neue Extras beinhalten soll, sollte nach Angaben von AwtoWAS spätestens im Jahr 2012 auf den Markt kommen. Darüber hinaus soll der Kalina ab August 2012 auch mit Automatikgetriebe erhältlich sein.
Seit dem 12. August 2011 ist der Kalina auch mit Einparkhilfe erhältlich.
Von Januar bis Mai 2011 und von Januar bis April 2012 war der Lada Kalina das meistverkaufte Auto auf dem russischen Markt.
Auf der Moscow International Motor Show im Sommer 2012 stellte AwtoWAS das Elektroauto EL Lada vor, welches auf dem Kalina basiert. Im Januar 2013 wurden die ersten 5 Stück einer geplanten Kleinserie von 100 Exemplaren als Taxis ausgeliefert.
Am 1. März 2013 wurde die Produktion der ersten Generation des Lada Kalina zugunsten der zweiten Generation eingestellt.

### Zweite Generation
Das im Juli 2010 angekündigte Facelift-Modell wird seit Mai 2013 unter dem Namen Lada Kalina 2 produziert. Seit dem 1. Juni 2013 ist die Fließhecklimousine (WAS-2192) erhältlich. Das Kombi-Modell (WAS-2194) ist seit Herbst 2013 auf dem russischen Markt erhältlich. Auf Basis der Kombiversion ist seit September 2014 der Kalina Cross zu haben, der sich durch eine um 23 Millimeter erhöhte Bodenfreiheit und ein Kunststoff-Bodykit von der Standard-Version unterscheidet. Die Stufenheckvariante wurde durch den auf dem Kalina basierenden Lada Granta ersetzt, der als eigenständiges Modell angeboten wird.
Die Basisausstattung des Lada Kalina 2 schließt Fahrerairbag, Tagfahrlicht und elektrische Fensterheber mit ein. In der Vollausstattung gibt es zudem ABS, ESR, vier Airbags, Audiosystem mit Touchscreen, Navigationssystem, Klimaanlage, Automatikgetriebe und einen Regensensor.
Die Motorisierung wird mit 87, 98 oder mit 106 PS starken Benzinmotoren angeboten, wobei die 98-PS-Variante nur in Verbindung mit einem Automatikgetriebe erhältlich ist. Die Höchstgeschwindigkeit des 106-PS-Modells beträgt 190 km/h.
Aufgrund der zu geringen Verkäufe der ersten Generation wurde die zweite in Deutschland zunächst nicht angeboten. Seit September 2014 wird der neue Kalina jedoch auch in Deutschland beworben.
Im April 2016 stellte Lada den Kalina NFR mit 100 kW (136 PS) vor. Mit einer Höchstgeschwindigkeit von 203 km/h ist er das schnellste Fahrzeug der Firmengeschichte.

## Marketing

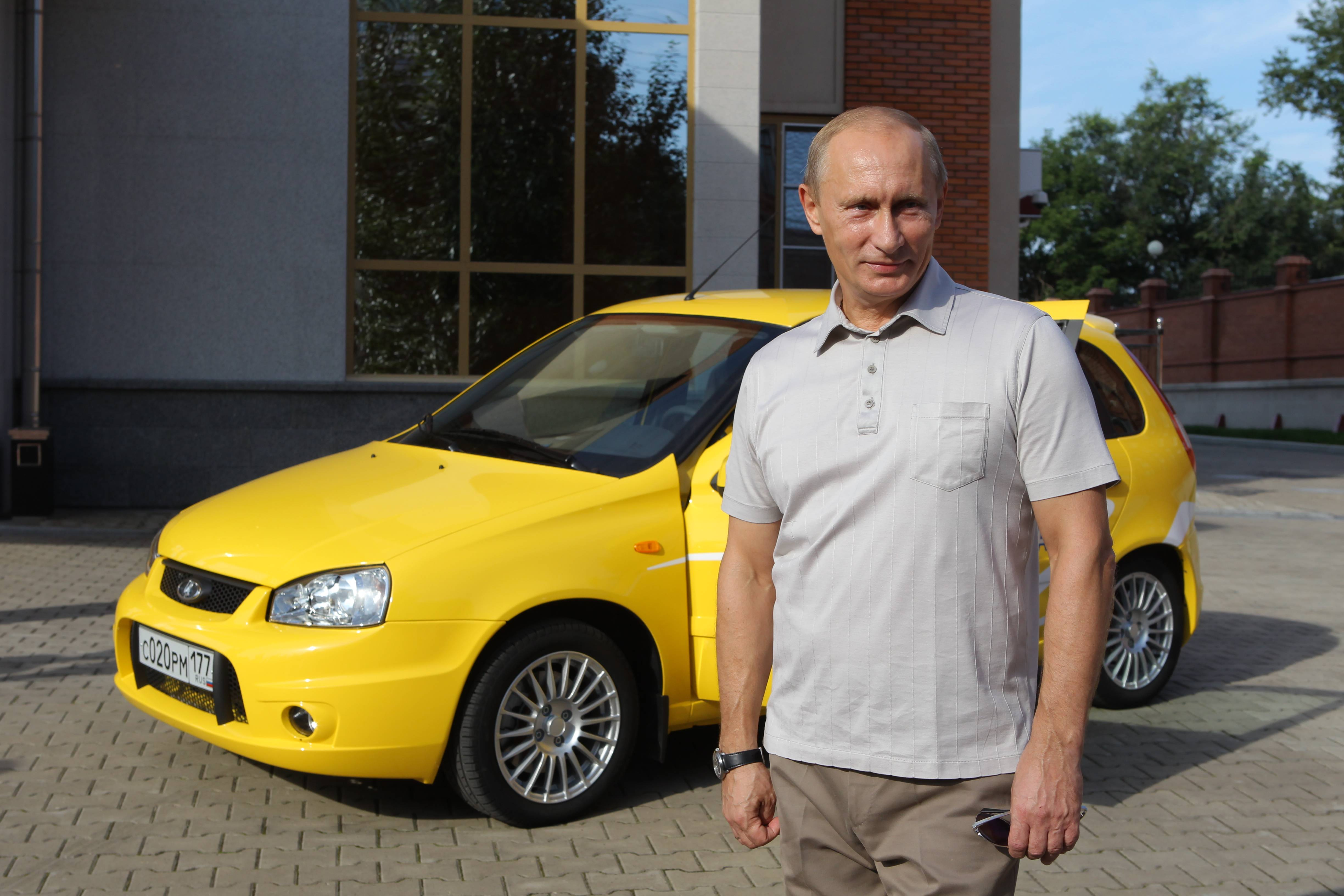
Ministerpräsident Putin während seiner Werbekampagne für den Lada Kalina 2010.

Maßnahmen, die das Fahrzeug in der Öffentlichkeit bekannter machen und seine Zuverlässigkeit unter Beweis stellen sollten, erreichten ihr Ziel bislang nicht. So fuhr Wladimir Putin im Jahr 2010 eine 350-km-Strecke mit dem Wagen, musste aber bereits beim Start wegen eines Defekts auf ein Ersatzfahrzeug wechseln. Im Mai 2013 sollte Ex-Erotikstar Sasha Grey von Wladiwostok aus mit einem Kalina Russland durchqueren, ihr Fahrzeug wurde jedoch am dritten Tag durch Begleitpersonal auf einer Rennstrecke gefahren und erlitt Schäden an Getriebe und Aufhängung, so dass die Fahrt abgebrochen wurde.
Mit der im Vergleich zu früheren Lada-Modellen moderneren Konstruktion und Ausstattung wie Fahrer-/Beifahrerairbag, Seitenaufprallschutz, ABS (seit 2008), Gurtstraffern und Bordcomputer bei gleichzeitig günstigem Anschaffungspreis (ab ca. 8000 Euro) soll der Kalina Marktanteile in westeuropäischen Ländern erobern, auch wenn andere in diesem Segment erhältlichen Ausstattungsmerkmale wie Seitenairbags und ESP bis auf Weiteres nicht lieferbar sind.
Über den deutschen Importeur wird der Wagen mit einer zweijährigen Garantie ohne Kilometerbegrenzung (sechs Jahre gegen Durchrostung) angeboten, außerdem ist gegen Aufpreis der Einbau einer Flüssiggas-Anlage möglich, die während der Fahrt zu- oder abgeschaltet werden kann. Es gibt auch ein Versuchsfahrzeug mit Brennstoffzellen-Antrieb.
Der Lada Kalina 1118 wurde einer aerodynamischen Untersuchung unterzogen. Dabei ergaben sich die folgenden Strömungswiderstandskoeffizienten:
- Beim Lada Kalina (WAS-1118) in der Basisausstattung: cw = 0,378
- Beim Lada Kalina (WAS-1118) in der gehobenen Ausstattung: cw = 0,347

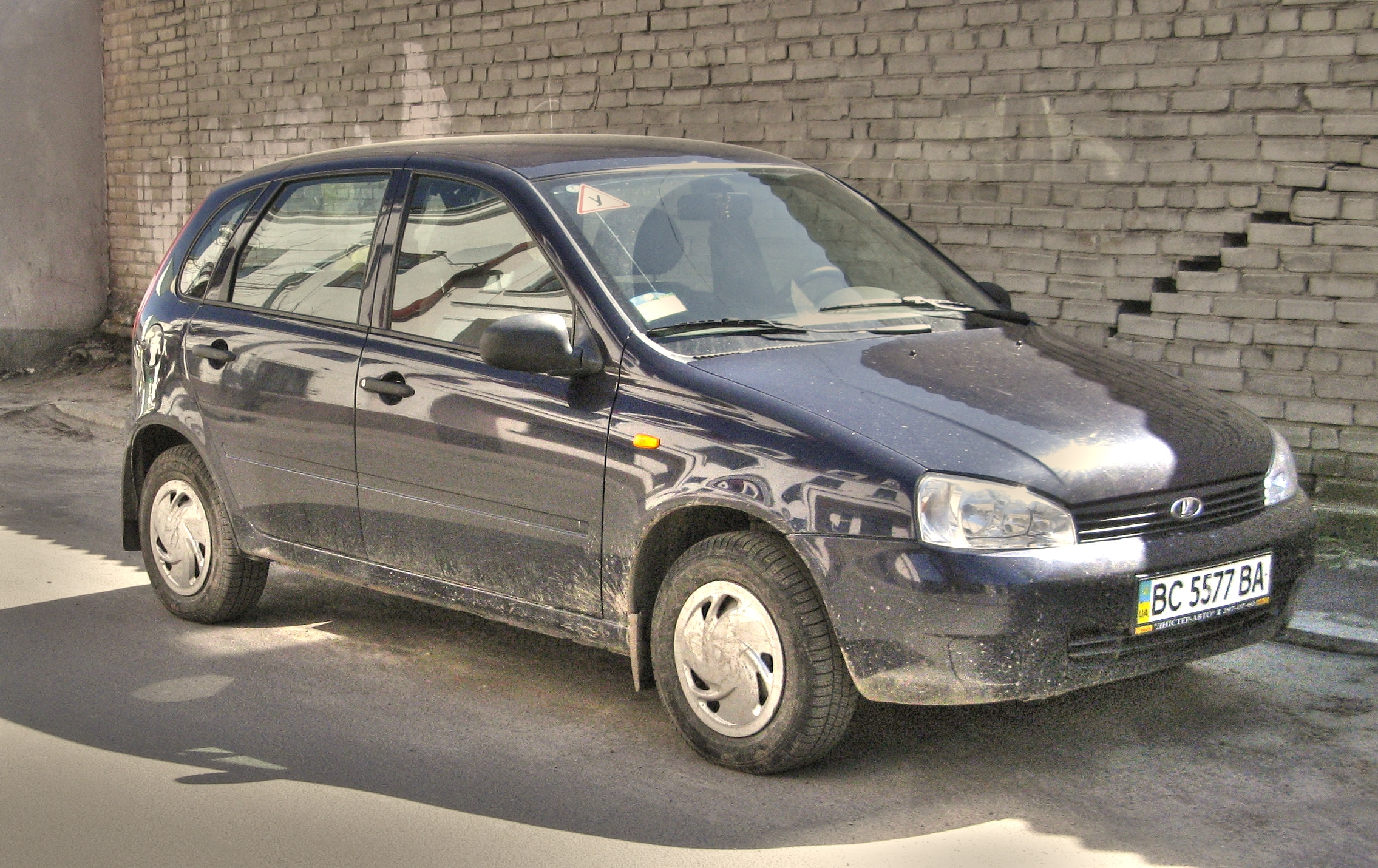
Lada Kalina (WAS-1119), 2006–2013
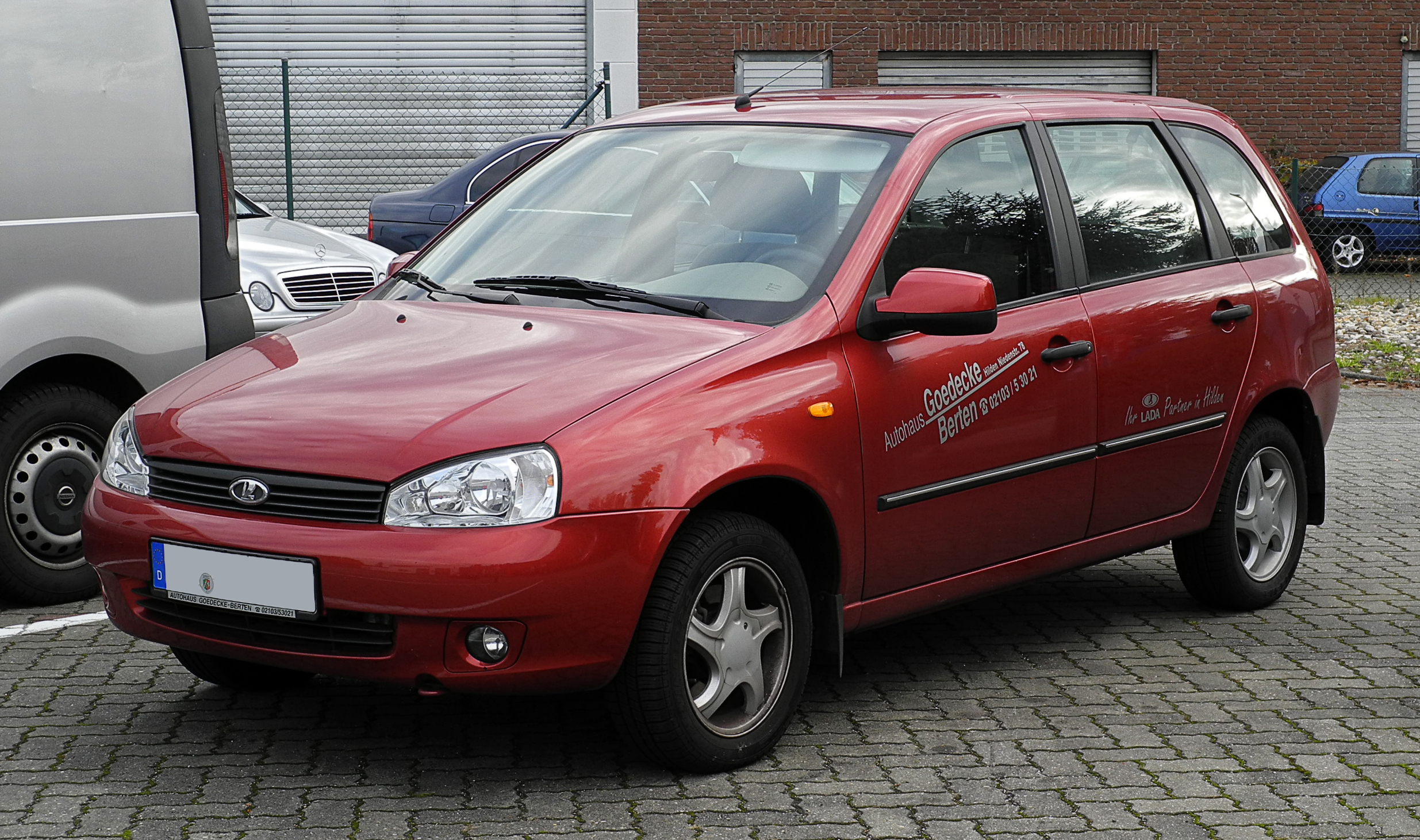
Lada Kalina Kombi (WAS-1117), 2007–2013
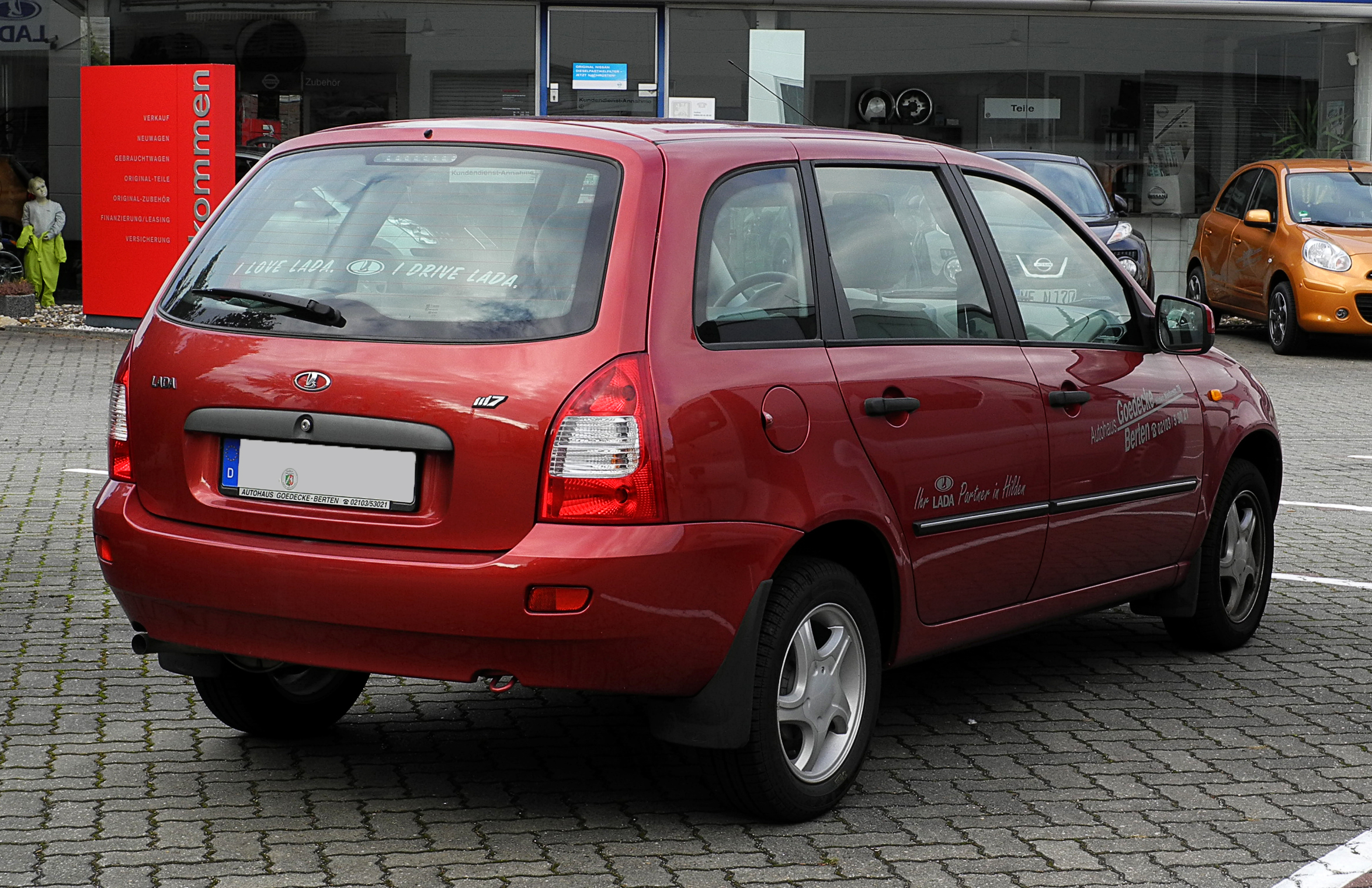
Lada Kalina Kombi (WAS-1117), 2007–2013
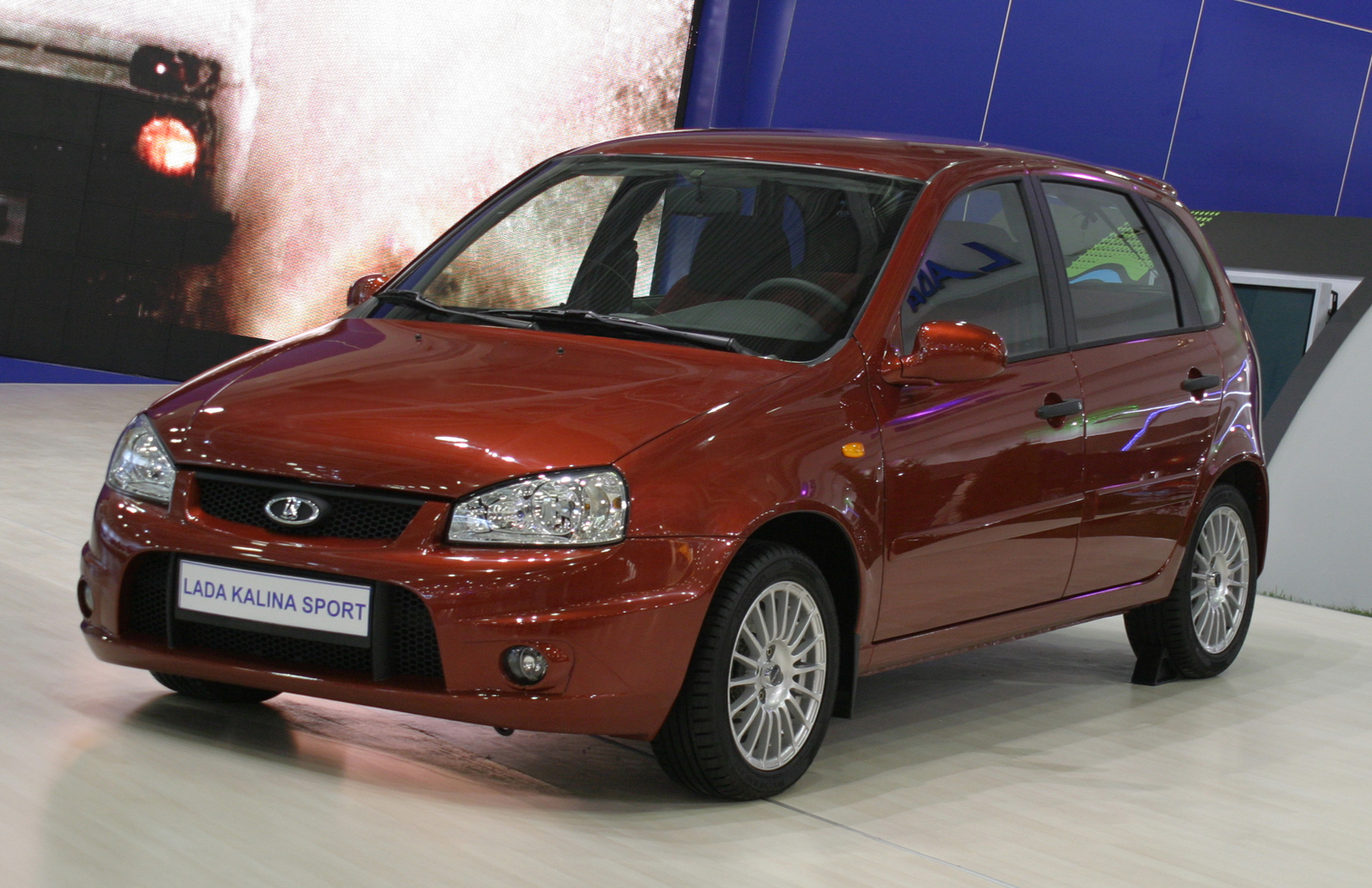
Lada Kalina Sport, 2008–2013

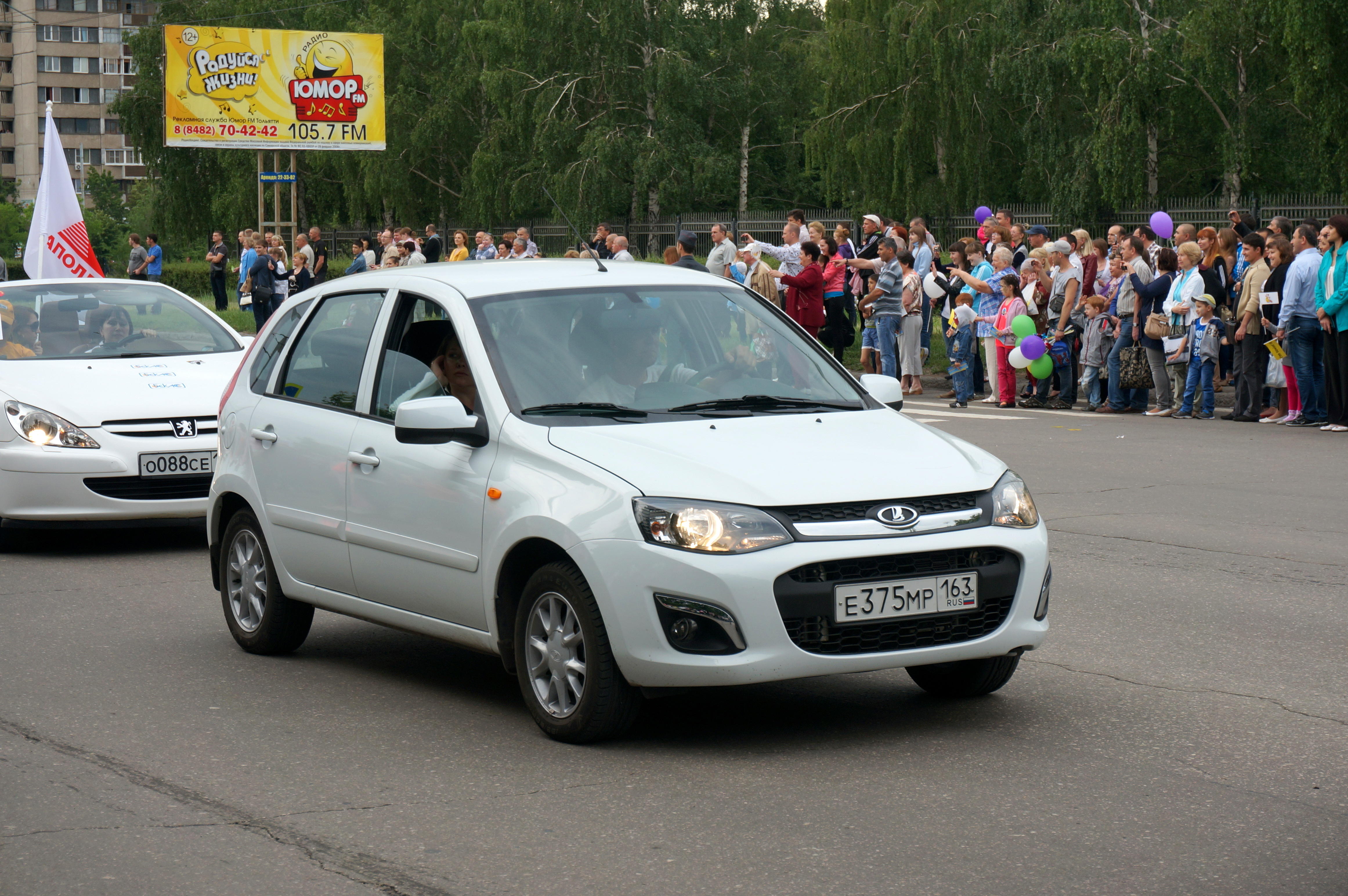
Lada Kalina 2 (WAS-2192), 2013–2018
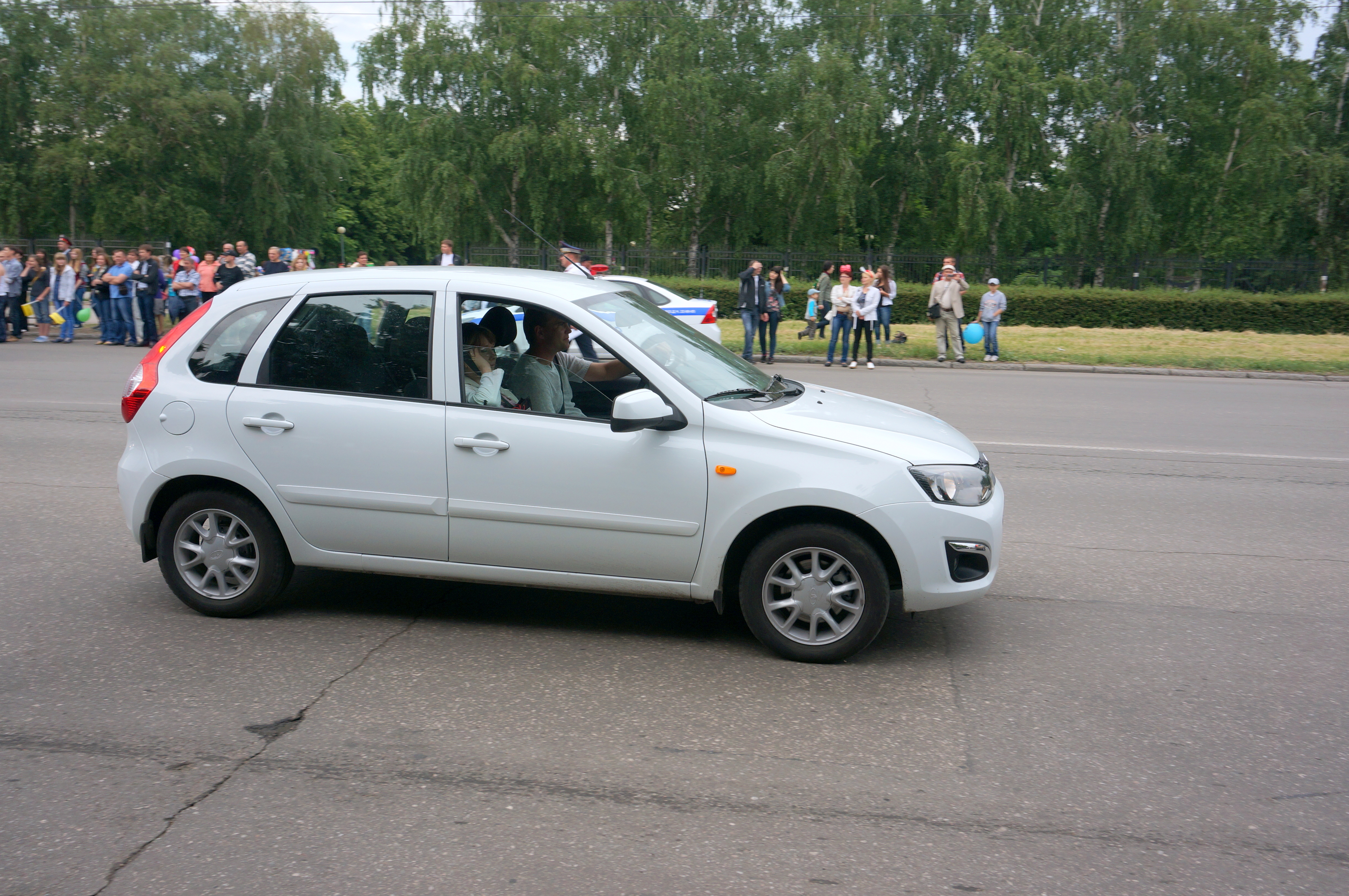
Lada Kalina 2 (WAS-2192), 2013–2018
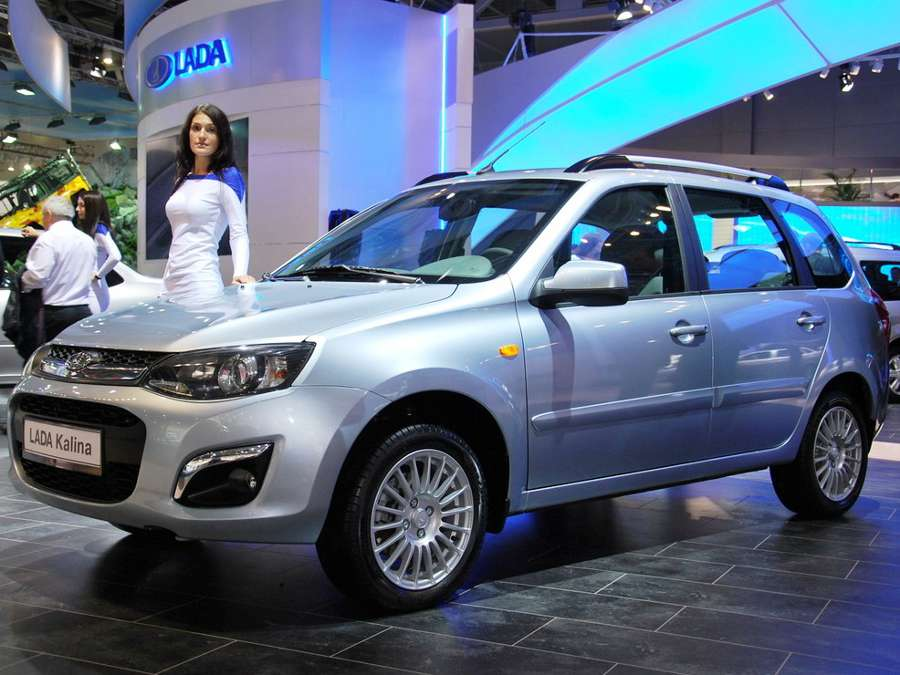
Lada Kalina 2 Kombi (WAS-2194), 2013–2018
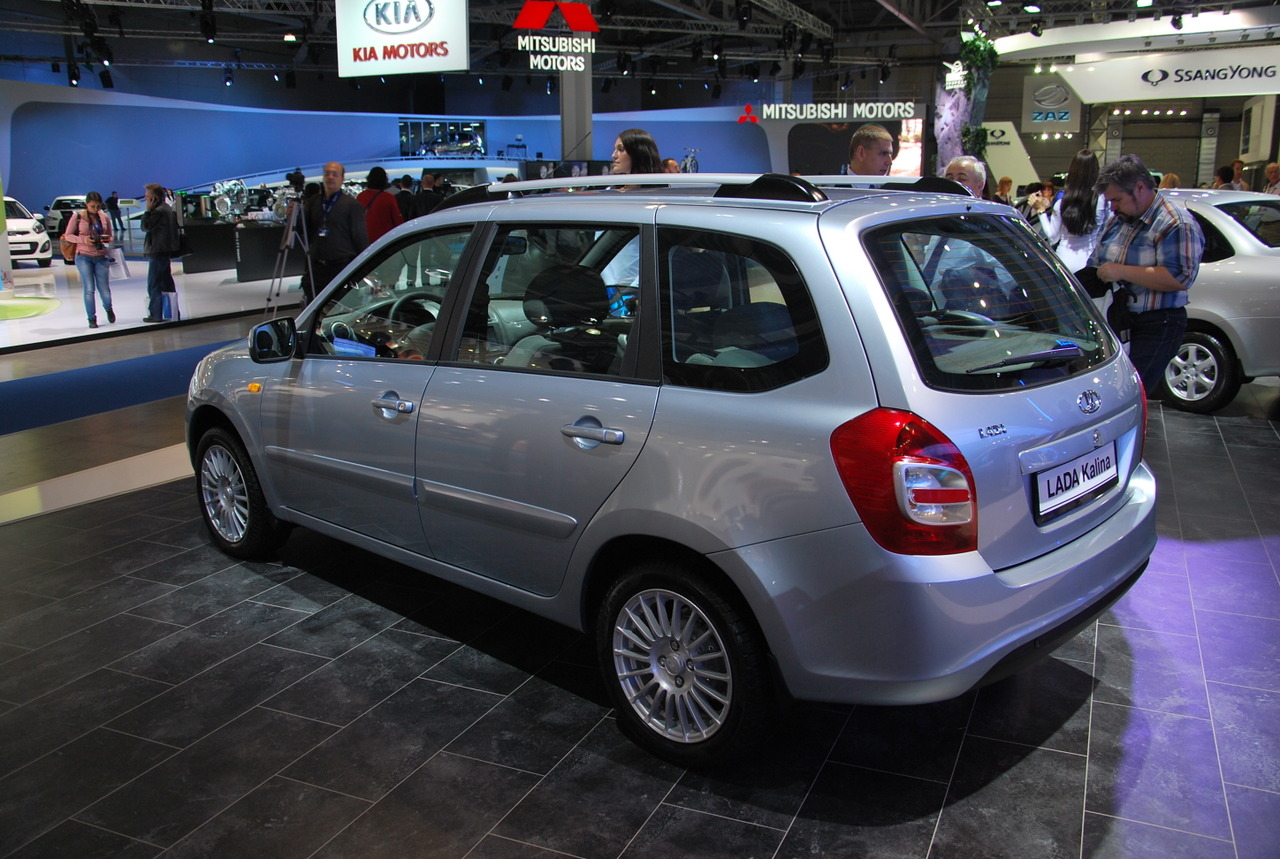
Lada Kalina 2 Kombi (WAS-2194), 2013–2018
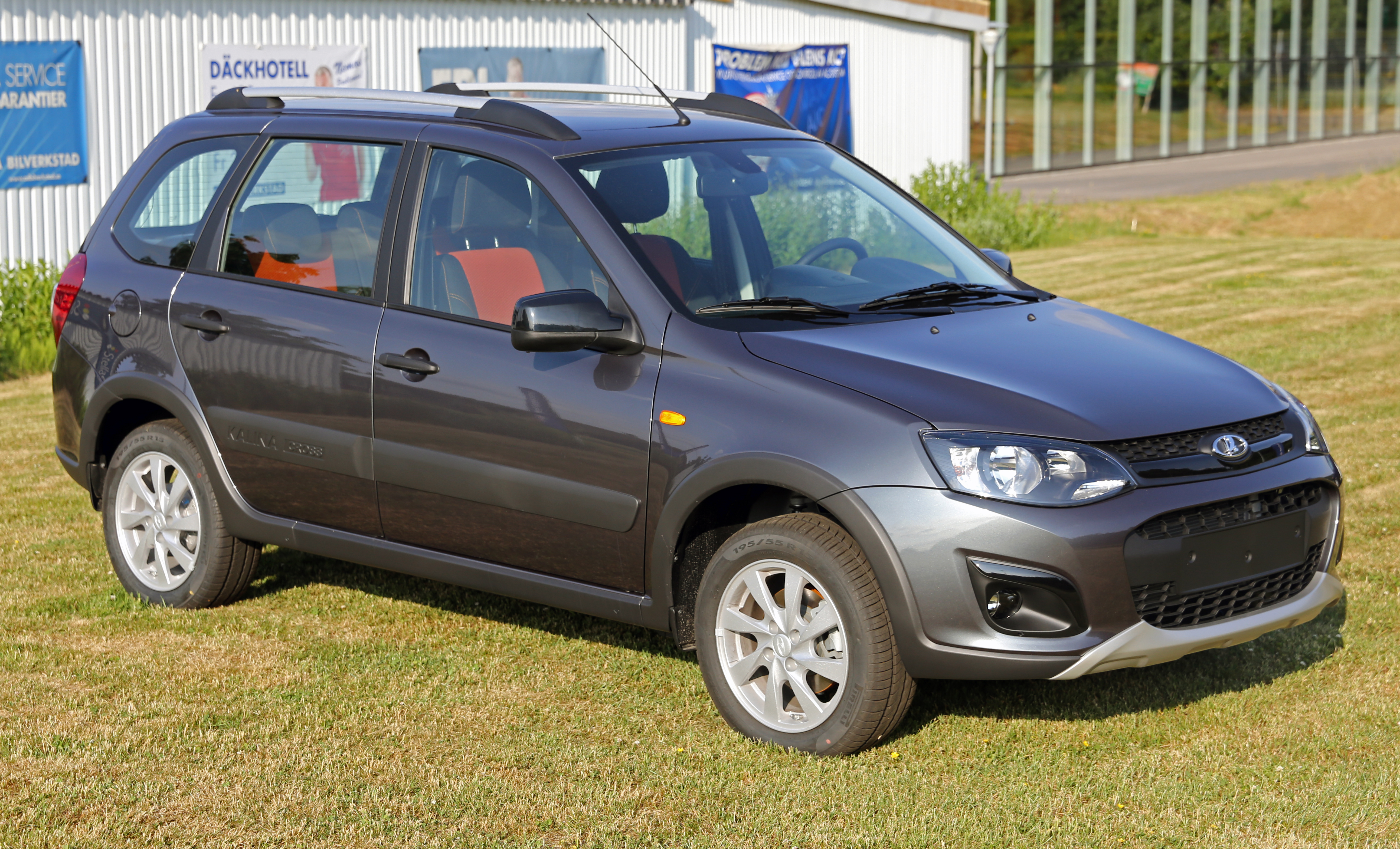
Lada Kalina Cross

## Motorisierungen
| Modell    | Zylinder | Motor     | Hubraum  | Leistung bei 1/min     | Drehmoment bei 1/min | Höchstgeschwindigkeit | Beschleunigung 0–100  | Bauzeit   |
| --------- | -------- | --------- | -------- | ---------------------- | -------------------- | --------------------- | --------------------- | --------- |
| 1.6 8V    | 4        | WAS-1118  | 1596 cm3 | 60 kW (81 PS) / 5200   | 120 Nm / 3000        | 165 km/h              | 13,0 s                | 2005–2009 |
| 1.6 8V    | 4        | WAS-1118  | 1596 cm3 | 64 kW (87 PS) / 5100   | 140 Nm / 3800        | 169 km/h              | 12,4 s                | 2015–2018 |
| 1.4 16V   | 4        | WAS-1119  | 1390 cm3 | 66 kW (90 PS) / 5200   | 127 Nm / 4200–4800   | 165 km/h              | 13,0 s                | 2006–2013 |
| 1.6 16V   | 4        | WAS-21126 | 1596 cm3 | 72 kW (98 PS) / 5600   | 145 Nm / 4000        | 169 km/h              | 12,4 s (Cross:12,7 s) | 2008–2018 |
| 1.6 16V   | 4        | WAS-21126 | 1596 cm3 | 78 kW (106 PS) / 5800  | 148 Nm / 4200        | 175–181 km/h          | 11,0–12,9 s           | 2015–2018 |
| 1.6 Sport | 4        | WAS-21126 | 1596 cm3 | 84 kW (114 PS) / 6000  | 150 Nm / 4750        | 195 km/h              | 9,5 s                 | 2018      |
| 1.6 Sport | 4        | WAS-21126 | 1596 cm3 | 87 kW (118 PS) / 6750  | 154 Nm / 4750        | 198 km/h              | 9,5 s                 | 2015–2018 |
| 1.6 NFR   | 4        | WAS-21126 | 1596 cm3 | 100 kW (136 PS) / 6800 | 154 Nm / 4750        | 205 km/h              | 9,2 s                 | 2016–2018 |

## Sonstiges
- Das finnische Exportmodell des Lada Kalina wurde in Lada 119 umbenannt, da Kalina auf Finnisch so viel wie „Rasseln“ oder „Klappern“ bedeutet.[14]